# Pisco
Pour les articles homonymes, voir Pisco (homonymie).
 (avril 2016).
Si vous disposez d'ouvrages ou d'articles de référence ou si vous connaissez des sites web de qualité traitant du thème abordé ici, merci de compléter l'article en donnant les références utiles à sa vérifiabilité et en les liant à la section « Notes et références ».
Le pisco est une eau-de-vie de vin produite au Pérou et au Chili. Le pisco est obtenu par distillation du raisin, comme le brandy et le cognac, sans prolongation du vieillissement en fûts de bois, à l'exception d'une partie de la production chilienne. Il est commercialisé avec 30° à 45° d'alcool ; Il est particulièrement apprécié dans l'élaboration d'un cocktail : le Pisco sour.
Le Chili et le Pérou revendiquent le pisco comme boisson nationale, et l’exclusivité de l'usage du terme « Pisco ». Ils disposent de normes différentes réglementant sa production. Ainsi, les deux alcools peuvent être considérés comme techniquement différents. En Europe, le Pisco est une indication géographique protégée relative au port de Pisco, au Pérou. En conséquence, le pisco importé en Europe est essentiellement péruvien, et la boisson chilienne est connue sous d'autres appellations (singani...). Outre le Chili, seuls deux pays reconnaissent l’appellation « Pisco » pour la boisson chilienne : le Mexique et le Canada.

## Origine du mot pisco

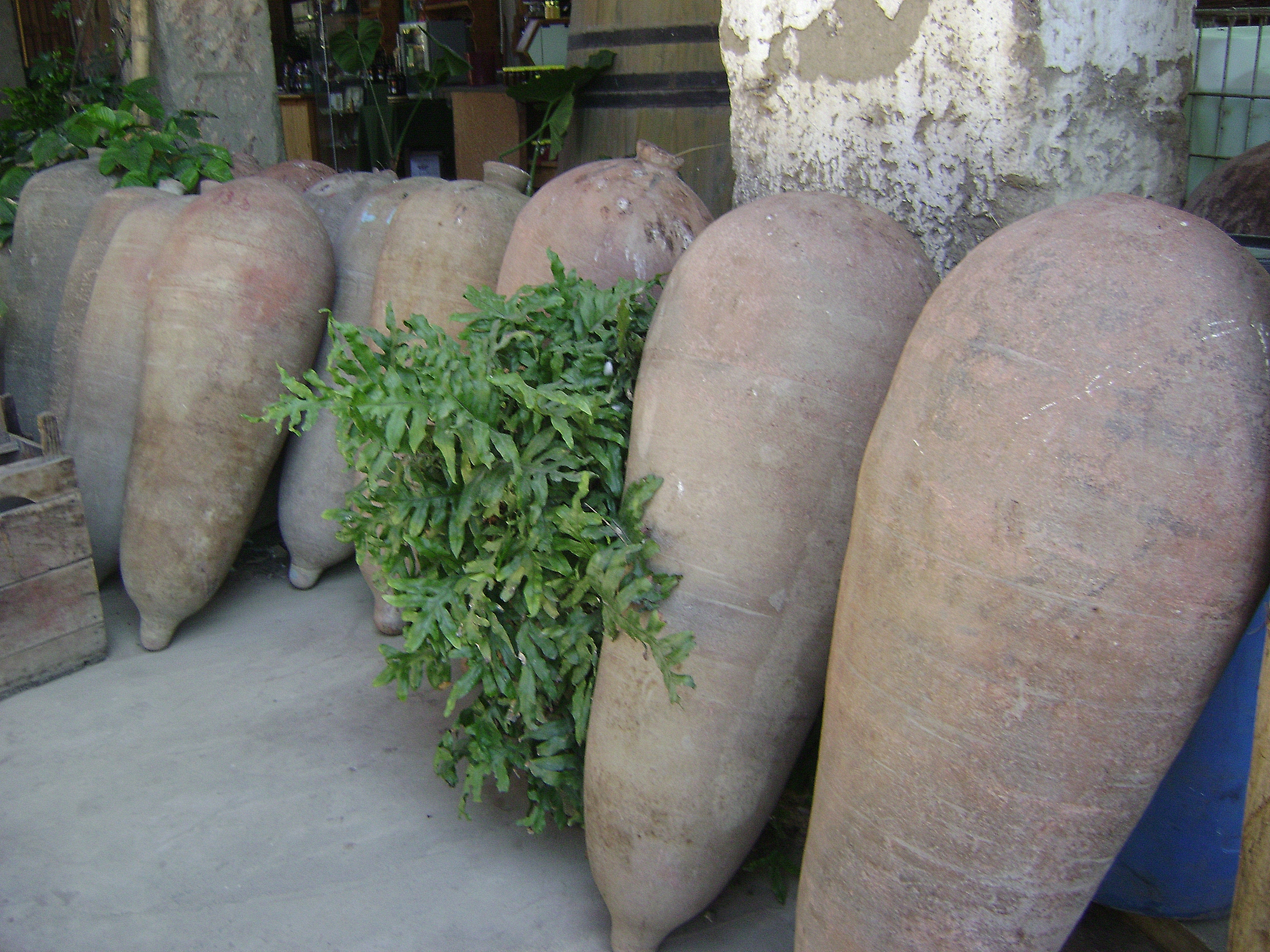
Anciennes amphores appelées pisko dans la vallée de Cañete (Pérou).

Le terme pisco pourrait avoir deux origines. Une première origine pourrait être le premier port d'exportation, Pisco, à 200 km au sud de Lima. Ce nom provient lui-même du quechua pisqu (pisku, phishgo, pichiu) qui désigne les oiseaux qui abondent dans la zone des vallées de Pisco, Ica et Nazca. Une seconde origine pourrait être liée à la vallée de Pisco où habitaient il y a plus de deux mille ans les Paracas, renommés par leur céramique et dont les potiers étaient, à l'époque de l'Empire inca, appelés piskos. Depuis cette époque, les poteries servant à stocker des boissons, y compris alcoolisées, sont aussi appelés piskos. La première liqueur de raisin produite au Pérou a été stockée dans des piskos, et cet alcool aurait ainsi acquis le nom de son emballage.
La première mention écrite du terme « pisco » remonte au 23 mai 1733, dans le testament de Marcelino Rodríguez Guerrero, gouverneur de Coquimbo (Chili), propriétaire de vignes, qui mentionne trois jarres de pisco.

## Histoire

### Pérou

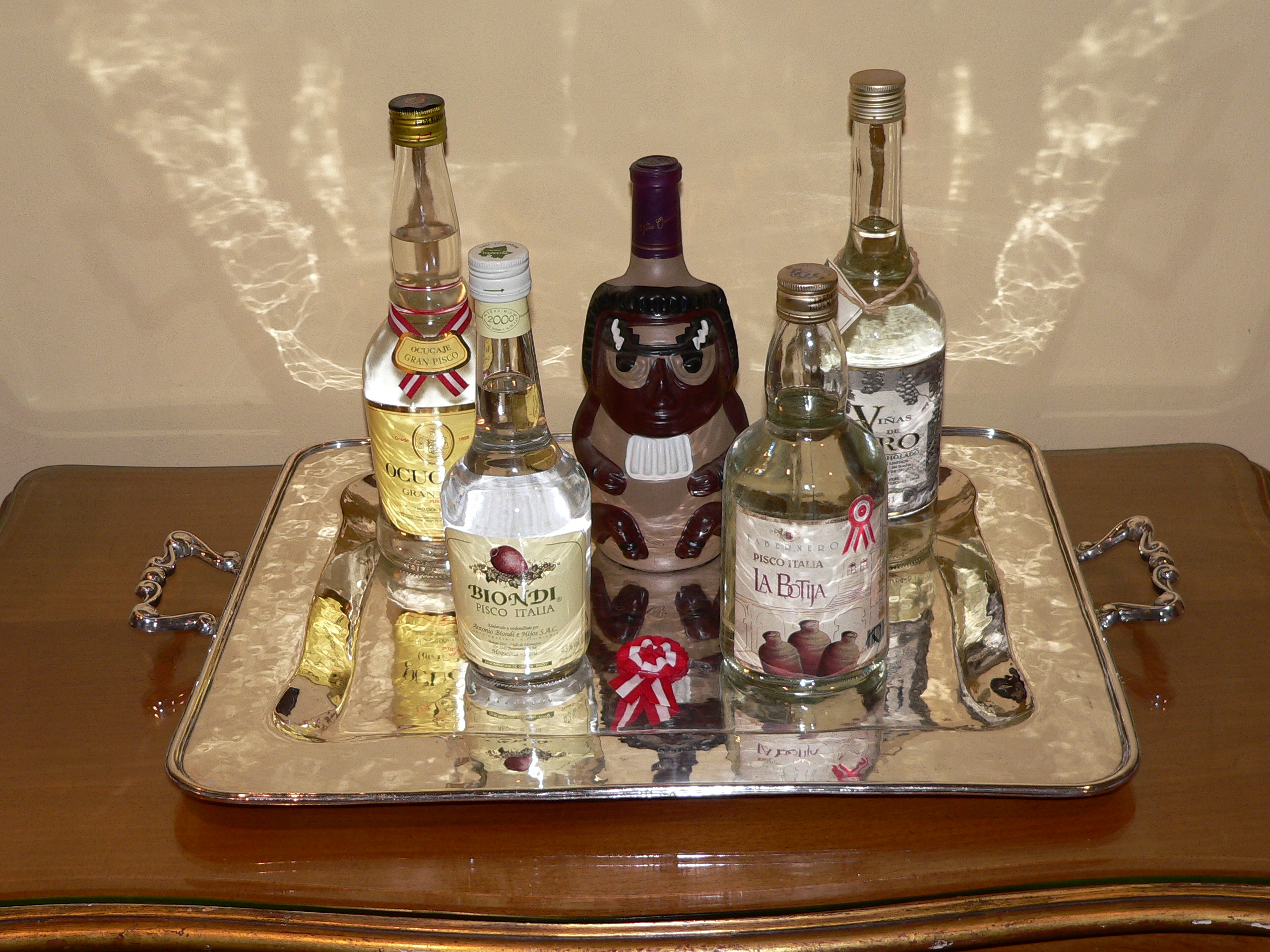
Bouteilles de pisco péruvien.

Les premiers cépages ont été apportés des îles Canaries au sud de l'oasis d'Ica, au sud de Lima en 1551. Les vignerons locaux ont commencé à faire une eau-de-vie de raisin qu'ils ont embarquée pour d'autres colonies espagnoles du port de Pisco, qui à la suite de quoi, a donné son nom à cette eau-de-vie. Maintenant, le « pisco » est fait dans les oasis chaudes du désert côtier sec, tout le long de la côte Pacifique du sud-ouest du Pérou, de Lima à Tacna.
Le pisco, boisson nationale du Pérou, est fait dans les distilleries traditionnelles de Mala, San Antonio, Santa Cruz de Flores, San Vicente de Cañete, Pacarán et Lunahuaná, ainsi que dans les établissements vinicoles de Lima. Plus de quatre-vingts établissements vinicoles dans les vallées de Chincha, Pisco, Ica, Palpa et Nasca distillent le pisco, ainsi que d'autres dans les vallées d'Arequipa, de Majes, de Vítor et de La Joya. Plus près de la frontière méridionale à Moquegua, une dizaine d'établissements vinicoles produisent non seulement du pisco mais également le « mistela », un mélange de pisco et de vin. Distiller l'eau-de-vie de pisco et l'eau-de-vie d'abricot est typique des trente-cinq établissements vinicoles de Tacna, tout au sud du Pérou. Les cépages utilisés : Quebranta, Albilla, Torontel, Moscatel, Italia, Negra Criolla, Mollar, Uvina.
La récolte de raisin en février et mars est une célébration véritablement populaire. Le quatrième dimanche de juillet est décrété jour national du pisco tandis que le premier samedi du mois de février est le jour du pisco sour. Le pisco fait à partir de raisin d'« Italie » et du « Quebranta » sont les plus populaires tandis que l' « acholado » est issu d'un mélange de raisins.
En 1988, les autorités péruviennes déclarent le terme pisco comme faisant partie du patrimoine culturel du pays (Resolución Jefatural Nº 179 del 7 de abril de 1988).

### Chili

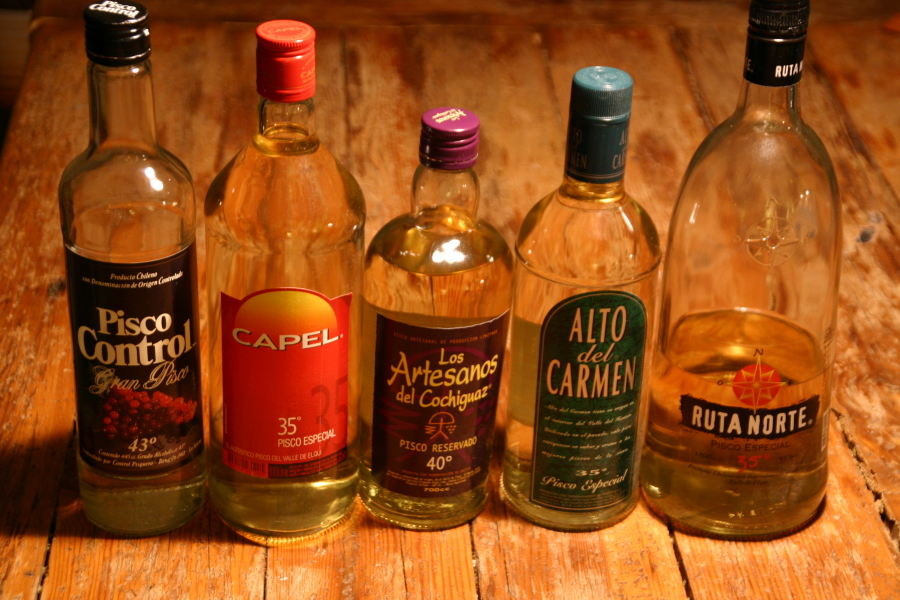
Bouteilles de pisco chilien.

Dans l’Union européenne, et particulièrement en France, le terme de « pisco » est une indication géographique protégée relative au port de Pisco, au Pérou. Cependant, un accord relatif a été signé en 2002 (JO L 352 du 30 décembre 2002) entre le Chili et l'Union européenne garantissant au Chili de pouvoir utiliser le nom « pisco » pour les produits exportés en Europe même s’ils ne disposent ni d'AOP ni d'IGP.
Dans ses frontières, le Chili reconnaît le pisco. Il s'agit alors d'une boisson issue des régions de Coquimbo et Atacama, et principalement dans la vallée de l'Elqui. Il y est produit à partir de diverses variétés de muscat. Il est considéré localement comme boisson nationale en 1931 et une AOC depuis 1931, et régie par le décret 521 de 2000 du Ministère de l’Agriculture et que l’État chilien protège sous la désignation « pisco chilien ».
Le pisco chilien est principalement réalisé à partir de divers cépages de muscat. Les principaux cépages autorisés sont aujourd’hui les muscat rose à petits grains, le muscat de Frontignan, le muscat autrichien, le muscat d'Alexandrie, le Pedro ximénez et le Torrontés. Le décret autorise aussi en tant que cépages accessoires les muscat rouge, muscat jaune, muscat blanc, muscat de Hambourg, Muscat fleur d'oranger, Muscat de Canelli et le Chasselas.

## Élaboration du pisco
Le pisco est à base de raisins. Le pisco est donc une eau-de-vie de raisin. Mais il ne faut pas l'assimiler au marc ou à la grappa. Alors que ces derniers sont préparés avec les restes des grappes après extraction du moût (pour la fabrication de vin), et donc possèdent un arôme fort en bois, le pisco est le résultat de la distillation de la grappe entière. De plus, le raisin venant souvent de régions très chaudes, sa teneur en sucre est très élevée.
Il y a cinq étapes importantes dans la préparation de cette eau-de-vie.

### Vendanges
Les vendanges ont lieu en avril comme la récolte du raisin est de février à mai. Pour décider de la maturité existante du raisin de pisco, il faut trouver le meilleur équilibre entre la teneur en sucre, l’arôme et le poids des grappes.
Types de raisin de pisco : muscat d'Alexandrie, pedro ximénez, muscat rose à petits grains, torrontés de la Rioja et Torrontés Sanjuanino. Pour le pisco du Pérou, on utilise les cépages albillo, Italia, Torontés, carignan N, listan negro, quebranta et uvina.

### Vinification
Ce processus consiste à transformer les sucres présents dans le jus de raisin en alcool. C'est-à-dire faire du vin. Par macération et fermentation à température contrôlée, le vin de muscat, qui sera plus tard transformé en pisco est produit.

### Distillation
Le vin est porté dans des alambics en cuivre puis distillé pour obtenir un alcool à 60°. L'alcool obtenu est incolore[réf. nécessaire].
La réglementation péruvienne ne prévoit qu'une distillation, tandis que le Chili autorise la double ou triple distillation[réf. nécessaire].

### Garde
L'alcool obtenu qui titre 60° est coupé avec de l'eau déminéralisée afin d'abaisser le degré alcoolique vers 40° plus propice à la consommation.
Ensuite le pisco chilien est stocké pendant une période plus ou moins longue dans des fûts en chêne, où son goût et sa couleur varie au contact du bois. Toutefois il existe un pisco incolore qui est commercialisé directement sans vieillissement[réf. nécessaire].
Le pisco péruvien n'est jamais mis à vieillir et est commercialisé directement[réf. nécessaire].

## Utilisation du pisco
Le pisco est utilisé dans l'élaboration de plusieurs coktails :  
- Pisco sour, mélange de pisco avec jus de citron vert, glaçons, sucre de canne, muscade, blanc d’œuf battu en neige et angostura ;
- Piscola, mélange de pisco et de soda ;
- Mango sour, mélange de pisco et de jus concentré de mangue ;
- Algarrobina, mélange de pisco, sirop d'algarrobina, blanc d’œuf, glaçons, lait et cannelle ;
- Chilcano, mélange de pisco, jus de citron vert, limonade, gingembre, glaçons et angostura.

## Conflit sur l'appellation d'originepisco
Il existe actuellement un conflit entre le Chili et le Pérou quant à l'utilisation commerciale du mot « pisco ». Un des axes de cette bataille est la recherche d'antériorité pour le nom et la production de cette boisson. Les recherches sont menées par les protagonistes. D'après les Chiliens, les premières mentions commerciales péruviennes dateraient de 1922, celles du Chili dateraient de 1882 avec une première mention dans un testament en 1733. D'après les Péruviens, les premières description de la boisson au Pérou datent de 1613, dans un testament léguant du matériel de production et de distillation. Le journal Le Monde rapporte que, indépendamment de ces controverses, il est « établi que, depuis l’arrivée des Espagnols au XVIe siècle, la vigne prospère dans cette région où la ville portuaire de Pisco se livre depuis plus de quatre cents ans au commerce et à l’exportation de l’« aguardiente de Pisco » ».
Un autre axe de cette bataille est la toponymie pour justifier une AOC. Si le port et la région de Pisco sont au Pérou, le village chilien de La Unión a été renommé en 1936 « Pisco Elqui ».
En 2002, un accord a été signé entre le Chili et l'Union européenne reconnaît au Chili l'utilisation du terme « pisco » d'après l'accord paru au Journal Officiel L 352 du 30/12/2002.
En 2013, le pisco péruvien a obtenu le statut d'IGP par l'Union européenne d'après le règlement UE n° 1065/2013 du 30 octobre 2013.
Le Chili est le premier producteur mondial et premier consommateur par habitant de Pisco. Il est également le premier importateur de Pisco péruvien, interdisant cependant l’appellation « pisco » à cette boisson.

## Culture populaire
- Le pisco est bu par le capitaine Haddock dans l'album Le Temple du soleil des aventures de Tintin.
- Le groupe québécois Chocolat fait mention du pisco sour dans la chanson Valdivia, sur l'album Jazz Engagé.